# 上柳昌彦
上柳 昌彦（うえやなぎ まさひこ、本名：同じ、1957年〈昭和32年〉8月1日 - ）は、フリーアナウンサーでニッポン放送元アナウンサー。ミックスゾーン所属。愛称は「うえちゃん」。防災パーソナリティ（同局における地震情報のアナウンス担当）指定を受けた一人。ファッションデザイナーの石津謙介と歌手、タレントのファーストサマーウイカは遠戚にあたる。

## プロフィール
大阪府大東市出身。父親が転勤族であったため少年期は転居を繰り返し、群馬県高崎市（1歳）→兵庫県高砂市（幼稚園）→金沢市（小2）→高砂市（小2）→横浜市神奈川区（小4）→東京都→神奈川県小田原市（中1）→東京（中2）→鎌倉市と転々とした後、東京都に定住した。東京都立新宿高等学校、立教大学法学部卒業。1981年4月、ニッポン放送にアナウンサーとして入社。
若手時代は主に深夜枠の番組を担当。『オールナイトニッポン』（月曜2部）を経て、アマチュアバンドブームの中『HITACHI FAN! FUN! TODAY』『ぽっぷん王国』などの音楽系番組のパーソナリティを歴任し「うえちゃん」の愛称で親しまれる様になる。1987年にスタートしたヤマハ主催の10代限定の音楽の祭典『ティーンズミュージックフェスティバル』の司会も担当していた。上柳自身、元々音楽には造詣が深く、若手時代から現在に至るまで親交を深めているミュージシャン・芸能人は数多い。また自らとスタッフで結成したバンドの歌声をラジオで披露することもあった。
1986年の数か月間、ラジオ局のアナウンサーでありながら、同じフジサンケイグループであるフジテレビ系のテレビ番組『夕やけニャンニャン』（水曜日）でMCを務めた。同番組には同時期、文化放送からフリーに転身したばかりの吉田照美もMCとして出演（月曜日ほか）。フジテレビではこの他深夜番組『録影館』で、当時フジテレビの新人アナウンサーだった中井美穂とMCを務めている。ある回では、上柳と中井がCG合成の温泉で混浴する一幕もあった。
深夜枠を外れた1990年代から日中の時間帯の番組を担当。1993年の自民党55年体制崩壊時には国会担当記者、選挙特別番組のキャスターなども務めるなど報道畑でも研鑽を重ねた。
1994年のオフシーズンナイター枠で『上柳昌彦の花の係長 ヨッ!お疲れさん』がスタート。帰宅途中の中堅サラリーマンを対象とする実験的な番組で、上柳が得意とするトークと音楽を主体にしながら、ニュースやスポーツなどの情報系コンテンツとを組み合わせたスタイルであった。当初は苦戦するも、明確にターゲットを打ち出して次第に支持を集め、翌年からもオフシーズン番組として続行となる。3年目の『うえちゃんのホッとラジオ ヨッ!お疲れさん』で遂に同時間帯聴取率トップの座を獲得する。これは同局のオフシーズンナイター枠番組としては画期的な出来事であった。
上柳は1997年オフ（1998年春）まで『ヨッ!お疲れさん』のパーソナリティを務め、翌1998年オフからはパーソナリティが松本秀夫に交代。その後タイトルは毎年変更しながらも、番組の基本的なスタイルは2009年オフの『ショウアップナイターバッテリー』に至るまで引き継がれ続けている。
1997年1月から2007年9月まで、マイクネームを平仮名の「うえやなぎ まさひこ」としていた。一時期ひらがな表記にしていたのは、「上柳」を「かみやなぎ」と誤読されるケースがしばしば発生するなどしたことから。1996年の『ラジオ・チャリティー・ミュージックソン』で司会を務めた（当時）当時SMAPの中居正広から中継先の上柳に向かって「かみやなぎさ〜ん!｣「うえすぎさ〜ん!｣と呼びかけられたことが決定打となり、1997年1月の『うえちゃんのほっとラジオ ヨッ！お疲れさん』から、新聞のラジオ欄には原則平仮名で表記されるようになった。なお、この27年後の2023年12月に放送の『ミュージックソン』において、上柳が乃木坂46の久保史緒里のパートナーを務めるべく入った25日の5時台にて、中継に出ていた井上和・一ノ瀬美空からこのとき同様の「うえすぎさ〜ん!｣と呼びかけられる件が起き、慣れっこなのか「まぁいいですけど、うえやなぎです!」と返答した。
1998年春、テリー伊藤がパーソナリティを務める午後の生ワイド番組『のってけテリー!渚の青春花吹雪』のテコ入れ策として白羽の矢が立ち、テリーとのコンビによる『テリーとうえちゃんのってけラジオ』が3月30日にスタートした。当時の昼間時間帯の番組としては珍しい、男性コンビによるワイド番組。「得意先回りの営業マンが、営業車で、缶コーヒー片手に聞くラジオ」をコンセプトに、苦戦しつつ人気投稿コーナーを企画するなど序々に固定リスナーを確保。
テリー発案の企画「ジャイアンツ優勝ちょうちん行列」時に時間帯聴取率トップの座を奪取するなどし、結局上柳は2002年9月27日まで4年半の間、パーソナリティを務め上げた。
『のってけラジオ』降板後、当時ニッポン放送は、かつて平日午前帯の生ワイド枠で人気を博した長寿番組『玉置宏の笑顔でこんにちは!』が終了して以降、主なリスナー層だった高齢者層の他局への流出が大きく響き、加藤茶や山田邦子といったタレント起用による新規リスナー層の開拓も不発に終わるなど聴取率改善策に長らく苦慮しており、そのテコ入れ策として上柳に同枠が託された。
こうして『山田邦子ワンダフルモーニング』の後を受け、2002年9月30日『うえやなぎまさひこのサプライズ!』がスタート。深夜放送時代に長らく経験してきた、男一人だけのワンマンパーソナリティ形式の番組は、朝ワイドとしては異色の存在だったが、固定リスナーを得るなど聴取率も安定した。特に、全国各地の心温まるエピソードを取り上げる「10時のちょっといい話」のコーナーから生まれた書籍『涙があふれて心が温かくなる話』シリーズは、第1弾『車いすのパティシエ』が約10万部のベストセラーとなったのに始まり、その後も『母ちゃんダンプ』『80点コロッケ』がベストセラーとなるなど話題を呼んだ。
一方で2005年以降、番組内容のマンネリ化が顕著となって聴取率は横ばいをたどり始めた。
そこで番組では2006年から、金曜日のみ番組構成を変更して「フライデースペシャル」としたり、アナウンサーの新保友映が担当する中継コーナーを設けたり、かつて『オールナイトニッポン』時代に演じたエロティックなキャラクター「うなぎまさこ」を登場させるなど思い切ったリニューアル策が採られた。結局『サプライズ!』は2007年9月28日をもって終了した。
2007年10月1日『上柳昌彦のお早うGoodDay!』がスタートした。報道番組の経験こそあるものの、専らトーク主体の番組を中心に担当してきた上柳。それだけに番組開始当初は試行錯誤の連続だったが、自らのスタイルを徐々に構築していった。『サプライズ!』の人気コーナー「10時のちょっといい話」も「8時のGood Story」として引き継がれた。これを機に名前の表記を漢字に戻した。また2008年10月4日から2009年3月28日まで、ナイターオフ期間の番組『上柳昌彦 土曜日のうなぎ』を担当。“街歩き”を主体にした番組で、上柳が土曜日の夜の街をぶらりと歩きながら、街の人々や風景とふれあいを広げてゆく様子を生中継で伝える独特のスタイルが一部で話題を呼んだ。
この間、2004年5月、『うえやなぎまさひこのサプライズ！』の功績が認められ第41回ギャラクシー賞のDJパーソナリティ賞を受賞した。
2010年6月25日、『お早うGoodDay!』終了。代わって6月28日から、平日午後のワイド枠『上柳昌彦 ごごばん!』のパーソナリティを務めた。のちに『ごごばん!』は金曜に縮小となり、その傍らで『ショウアップナイター』日曜日のスタジオ担当やナイターオフ期の『今夜もオトパラ!』（2014年、15年度）を担当。
2015年4月3日から、『ごごばん!』後継ぎ番組である『金曜ブラボー。』（2018年9月まで）、2016年3月28日から早朝番組である『上柳昌彦 あさぼらけ』を担当。
前述の防災パーソナリティも務めており、『サプライズ!』時代には毎年9月1日の「防災の日」と1月17日の「防災とボランティアの日」の年2回放送される『ラジオ災害情報交差点』のパーソナリティリレーにニッポン放送担当として出演し、首都圏の各ラジオ局はもとより、NHKラジオ第1放送でも声を聴く事ができた。現在も担当番組やスポット枠の『防災ひとくちメモ』で災害対策や心がけ、緊急地震速報を聴いた際の対応方法などをレクチャーしている。2011年3月11日の東北地方太平洋沖地震（東日本大震災）は、折しも『ごごばん!』放送中の午後2時46分頃に発生した。上柳らはスタジオで最大震度5強の地震を感じつつも、リスナーに対し落ち着いた口調で地震に対する対応策などを呼びかけていた。
1995年には渡辺美里の西武スタジアムライブ『She loves you 1995 Summer 10th Anniversary』（於・西武ライオンズ球場、現・西武ドーム）のナビゲーターを務めた。渡辺は上柳と親交が深いアーティストの一人であり、ニッポン放送がライブに協賛していた縁もあって実現した。この模様はWOWOWでも生放送された。また映画の出演経験もあり、サザンオールスターズ・桑田佳祐監督の映画『稲村ジェーン』の他、『サラリーマン専科』にも居酒屋のおやじ役として出演している。
2008年9月に、「国際パフォーマンス学会第26回大会」において、2008年度ベストパフォーマー賞を受賞した。
私生活では二度結婚。最初の妻と新婚旅行先のエジプトから帰国すると年号が変わっていて、成田空港で二人で顔を見合わせて唖然としたと語ったことがある。
現在の妻との間に2人の子供（2001年生まれの長女と2003年生まれの長男）がいる。
読書、音楽、映画などといった定番の趣味以外に、落語や漫才、ラジオ聴取なども好む。高田文夫や、後述する笑福亭鶴瓶との親交はこの趣味によるところが大きい。
古地図収集や博物館・美術館めぐりなどの趣味も持っており、こうした趣味の話は一旦話し出したら止まらない。また『ヨッ!お疲れさん』のエンディングでは有楽町の街中へ飛び出し、付近を走行する東海道新幹線「こだま707号」（三島行）の姿を、『サプライズ!』の生放送中はスタジオから見える寝台特急「富士」（東京行）の姿を、それぞれほぼ必ずと言っていい程描写していた。上柳は鉄道ファンを自認しているが、こうして列車の姿を放送上で伝えるのは各路線が定時で動いているかどうかを目安に、ダイヤの乱れが生じていないか確認する意味合いも含まれている。
番組内容などに合わせて話し方を使い分ける技術に長けている。『オールナイトニッポン』や『FAN! FUN! TODAY』などでは複数のキャラクターを巧妙に演じ分けるなど、終始お茶らけたハイテンションな口調で語っていた。反面『サプライズ!』『お早う!GoodDay』では、優しく語り掛けるようにストーリーを朗読する一面も見せている。また、その他の番組でも時間帯やリスナー層、コーナー内容などに合わせて話し方を微妙に使い分けている。この卓越した話術を買われ、特別番組のパーソナリティやナビゲーター、キャスターなどを務めたり、レギュラー番組に於いても何らかの緊急事態があった場合には代役パーソナリティを務めたりする機会が多く、かつ期待に十二分に応え得る技量を有することから「エヴリタイム・エヴリバディOKのうえちゃん」とも呼ばれる。
2017年8月31日を以てニッポン放送を定年退職。9月よりグループ会社に籍を置き、退職時点で担当していた番組へ出演を続けている。
その一方で、定年前最後の健康診断で、初期の前立腺がんに罹患していることが判明。退職後の12月には、番組出演の合間を縫う格好でがん細胞の切除手術を受けた。
2018年、初の著書『定年ラジオ』（三才ブックス）を刊行。
2022年10月4日、激しい頭痛が続くため病院で検査を受けたところ「下垂体腺腫」が判明したことを公表。同月12日から同月下旬まで入院し、手術を受け休養。11月1日の『あさぼらけ』で突如乱入し、翌日から正式に復帰した。
2024年1月18日に喉に不調を覚え、19日朝には酷く枯れた声になったため、レギュラー番組『あさぼらけ』に急遽助っ人として淵澤由樹アナウンサーが入り放送を担当した。病院で診察の結果、喉を酷使することは厳禁であるとドクターストップがかかり休養を余儀なくされた。2月8日に番組に復帰した。

### 就職・趣味
高校時代、担任の教師から「お前、将来は何をやりたいんだ?」と問われて返答に窮していると、「何か、しゃべることを仕事にしろよ」と勧められた。「しゃべる仕事とは、どのような仕事ですか?」と聞き返すと、教師から「まあ、アナウンサーかな」と返事が返ってきた。
大学入学後、落語が趣味だった為、まず落語研究会の部室を覗いたが留守だったため放送研究会へ行き、そちらにそのまま入部した。もし落研に入っていたら少なくともアナウンサーにはならなかっただろう、とは本人の弁。
大学時代、放送研究会に所属しながら、日本テレビの情報番組『タウン5』でリポーターを務めた経験がある。この時、番組の司会者だった福留功男（当時、日本テレビアナウンサー）に、アナウンサーになりたい旨を伝え、福留も支援すると約束したものの、結局日本テレビのアナウンサー試験は、2次試験のカメラテストで不合格となった（その際に共に試験を受けていたのが同局に入社、『GoodDay!』でタッグを組んだ成城大学出身の小倉淳）。その後「のってけラジオ」に福留がゲストで登場した時に、当時の思い出を語った。
大学時代から「スネークマンショー」の大ファンで、『FAN! FUN! TODAY』ではスネークマンと自分の苗字をもじって「ウナギマン」と名乗ってラジオコントを演じたりもしていた。
大の東京ヤクルトスワローズファンとしても知られる。弱小期からの筋金入りのファンで、『オールナイトニッポン』では前週のヤクルトの戦績を振り返るのが恒例化していた。ニッポン放送解説者の田尾安志が東北楽天ゴールデンイーグルスの監督に決定した際にも、本人を目の前にヤクルトファンである旨を公言していた。
近年では東京マラソンでの完走を目標にマラソンに挑戦。2010年2月28日の第4回では5時間45分45秒で完走。

### 笑福亭鶴瓶
上柳は鶴瓶の20数年来のファンである。若手時代から、知人に頼んで鶴瓶がパーソナリティを務める関西ローカルのラジオ番組を録音してもらったり、東京では放映していない鶴瓶司会のバラエティ番組『突然ガバチョ!』（毎日放送系）を録画してもらっていたほどだった。特に『鶴瓶・新野のぬかるみの世界』（ラジオ大阪）はリアルタイムで聴いていた程のコアなファン（いわゆる“ぬかる民”）で、番組でマスコミ関係者のリスナーがいるかいないかを募ったところ、上柳は自ら律儀に番組宛のはがきを投函、電話出演したのをきっかけに鶴瓶と意気投合、それ以来親交を深めている。
鶴瓶は上柳について「現在のラジオアナウンサーで最高の人材の一人。まだフリーになっていないことが奇跡」と話術を評価している。『笑福亭鶴瓶 日曜日のそれ』『スジナシ』（CBCテレビ）の際はナレーターとして特に上柳を指名した。
2004年、『ラジオ・チャリティー・ミュージックソン』で石原さとみと共に司会を務めていた鶴瓶が、「お前、出来るよな?」といって上柳に振り、台本を無視して募金に出かけたきりスタジオに帰って来ず、入れ替わり立ち替わりのアシスタントのうちの8時間を担当する予定だった上柳がフォロー、急遽全時間司会を代行した。この時、12月24日の『サプライズ!』から、24時間の『ミュージックソン』、25日正午からの『ありがとうミュージックソン』、そして数時間休んだ後に25日夕方の『涙の電話リクエスト』まで約32時間、ほぼ休みなしで放送に出ずっぱりとなった。さらに翌日にイベントの司会もあり、相当参ったと語った。この影響でその後3年間、体調不良に悩まされたと『サプライズ!』内で上柳が冗談交じりに語り、それに対して鶴瓶は『日曜日のそれ』で上柳のアナウンサーとしての技量を褒め、『ミュージックソン』については申し訳なかったと語った。
『サプライズ!』内のコーナー対談で、上柳の発案で鶴瓶と2人で立ち漫才形式で収録した。鶴瓶は「心底驚いた。面白いこと考えつくヤツやなー」と上柳を評価している。これが後にMBSラジオの『ヤンタン・立つラジオ』として生かされることとなった。2007年5月29日の『サプライズ!』にて鶴瓶がゲストとして生出演した際にこれを再現している。
また上柳は、鶴瓶が主宰する落語会にも演者として起用された経験があり、2007年11月の落語会『鶴瓶のらくだ』（京都南座）では前半のトークとメインの劇中劇に出演した。上柳は「最初、鶴瓶さんから“手伝ってくれ”ってオファーがあった時には僕の番組で紹介したり、ナレーションをしたりするのかと思ったら“舞台に立ってくれ”と言われてびっくりした。舞台に日に2回出ながら大阪から（『お早うGoodDay!』を）放送するという凄い状況になっちゃったんです」と証言している。上柳は当時『お早うGoodDay!』が開始した直後で、不慣れな報道番組の進行に試行錯誤の日々を送っていたが、この『鶴瓶のらくだ』で何かと苦心したのがきっかけで「全部ばっちり準備して物事に臨むのは所詮無理だと悟ったら、その時に初めてフッと肩の力が抜けて、番組でもコメンテーターの方に素直に質問できるようになった。それから放送がちょっと変わったんじゃないかと思います」と振り返っている。
『笑福亭鶴瓶 日曜日のそれ』では、「体調が悪い鶴瓶の負担を減らすため」「たまたま通りがかったから」「収録時にちょうど当直勤務だったから」などの理由で度々ゲストとして呼ばれ、2015年からアシスタント的立場として毎週出演。

### 番組での出来事

#### オールナイトニッポン
1983年12月29日の『谷山浩子のオールナイトニッポン』に登場。その日は、六本木から忘年会をオンエアしており、お酒を飲んで気分の良くなった上柳は、生放送中にもかかわらず「浩子さんには、おまんこ、無いんです」と発言。その番組内で上柳は、当時同番組ではがき整理のアルバイトをしていた（後に、上柳の妻となった）山崎えりこ（通称「うさぎちゃん」）と結婚式ごっこをさせられた。
1983年4月から1986年3月まで『オールナイトニッポン』月曜2部を担当。この頃のエピソードは数多い。
- 番組開始時には3時の時報と共に、上柳が自らボーカルを務めたオリジナルのジングルが流されていた。このジングルには「マサヒコ　ウエヤナギ　は　これでもアナウンサー」の一節があった。オープニングテーマはビートルズ『A Hard Day's Night』のカバーバージョン（アーティスト名不詳）。これは前述『突然ガバチョ!』オープニングテーマが『A Hard Day's Night』であったことに因んでおり、鶴瓶ファンの上柳なりのオマージュが込められていた。またタイトルコールは、開始当初は上柳が生で怒鳴っていたが、後年は相模湖ピクニックランドのリスナーイベントでファンと共に怒鳴ったものを使用していた。このタイトルコール収録の際、悪乗りしたリスナー1名がどさくさに紛れて「上柳昌彦のバカヤロー!!」と叫ぶハプニングがあったが、これがOKテイクとなり、上柳が降板するまでこのタイトルコールが使用されていた。
- エンディングテーマは当時の2部他曜日と同様『ビター・スウィート・サンバ』を使用していたが、演奏後に10秒間、エンディングの一言コーナーが設けられていた。この10秒間を利用して、上柳がその日の番組内容に沿ったボヤキや小言を絶叫していた。
- ニッポン放送社員の担当曜日で、リスナーからは同局のアナウンサーに関するネタがしばしば寄せられていた。はがきを寄せたリスナーのペンネームが「くり万太郎、早く免許を取れ!!」だったことに大ウケした上柳は「あの人は気が短いから、教習中に教官と口喧嘩しそうなんだよなぁ」と話をさらに広げていた[25]。
- 1983年12月、オープンしたばかりの新宿ワシントンホテルのPRを兼ねて最上階のスイートルームを借り切り、生放送を敢行した。放送中に睡魔に襲われかかった上柳は「新宿ワシントンの近所に住んでいてこの放送を聴いてる人、部屋の明かりを点けたり消したりして!」と苦し紛れに告知したところ、周辺に住むリスナーが部屋の電灯を点滅させたり、暗い部屋から懐中電灯をくるくる回したりするなどして上柳の呼びかけに応じた。その家の数の多さに上柳は感激。後に「20年以上アナウンサーをやってきて、過去一番面白かった放送としては3本の指に入る」と振り返っている[5]。
- 漫画家の弓月光からのはがきが届き、放送中に電話をつないだ所、弓月と上柳は卒業（卒園）した幼稚園と小学校が同じだったことがわかり大いに盛り上がった。上柳が「自分を漫画に出して欲しい」と頼んだところ、後日発売された弓月の漫画『みんなあげちゃう』に「上柳産婦人科」の院長として実際に登場したことがあった[26]。
- 数週間に渡って肝炎で入院したことがあり、その間の番組は一週だけのゲストで漫画家の桂正和と鈴宮和由が2時間喋って持たせたことがある。桂正和は刑事コロンボ日本語吹き替え版のモノマネを何度か披露していた。
- 後に『サプライズ!』の人気コーナーとなった『うなぎまさこ先生の乙女の診療所』の原点も、この『オールナイトニッポン』2部である。うなぎは女性リスナーと電話で対談して下ネタ絡みの悩み相談に乗り、話の中に卑猥な文言が飛び出すと「ワァ〜オ♪」などと嬌声を上げていた。さらにリスナーに受話器を局部に当てるよう指示した上で「お〜い!!」とエコー付きで絶叫し、その音の反響の度合いで局部の具合を確かめるルーティンもあるなど、『サプライズ!』よりもかなり際どい内容であった。
- 1984年から1985年にかけての一時期、片岡鶴太郎のものまねに傾倒した時期があり、番組内に鶴太郎の持ちネタをモチーフにしたコーナーを設けていた。
- 1985年春、それまで本名を隠していた『オールナイトニッポン』のチーフアシスタントディレクター（当時）菅原のフルネームが「菅原長一郎」であることが判明。「長一郎」の名前がいたくツボにはまった上柳は番組の後半約1時間にわたって、何かにつけては「長一郎」を連呼し続け、挙げ句にエンディングの一言コーナーでも「（この春、進学や就職で）東京に出て来て辛いことがあったら、長一郎という名前を思い出してほしい…。長一郎〜!!!」と絶叫した。

1986年12月9日のフライデー襲撃事件の影響で、同週12月11日深夜『ビートたけしのオールナイトニッポン』が中止になった際にも臨時でパーソナリティを務め、事件についてリスナーから電話やFAXで意見を募り、報道の自由や暴力について考える内容になった。
THE ALFEEも、上柳と公私にわたって親交が深いアーティストの一組。
1987年8月、静岡県清水市（現静岡市清水区）日本平の日本平ホテル野外庭園"MUSIC LAND"で開催されたオールナイトコンサート「SUNSET-SUNRISE」では『オールナイトニッポン』の1部・2部を通した特別番組が生中継で放送された。上柳はホテルの一室からライブの模様を、事前に収録したインタビューを交えてナビゲート。ライブの休憩時間にはメンバーも生出演、上柳と4人で放送を行った。その後も、2017年8月の定年退職を機にフリーアナウンサーへ転身するまで、THE ALFEEはニッポン放送の番組で上柳と共演するたびに「うえちゃん、まだフリーにならないの? 前からずっと『フリーになりたい、フリーになりたい』って言ってたのに・・・」などと上柳を弄り続けていた。
1989年1月9日深夜、昭和天皇の崩御後最初の『オールナイトニッポン』を、月曜2部の辻仁成と共に担当。

##### 21世紀以降
21世紀の現在も『オールナイトニッポン』ではネタにされやすく、2011年12月13日の『miwaのオールナイトニッポン』では父親が息子を思う悲哀を読むネタコーナー、「息子シリーズ」の読みを特別に担当（事前収録）し、miwaをうならせた。また、スペシャル・ウィークなのにmiwaが好きなアシュトン・カッチャーをブッキングできなかった責任から、担当の宗岡芳樹ディレクターが担当を降りる文を読み上げたが実際は異動であった。
『オールナイトニッポン』シリーズが放送開始50周年を迎えた2017年、BSフジで11月12日に放送された『熱響の時 オールナイトニッポン50年の系譜』（ニッポン放送・フジテレビとの共同制作番組）で、過去のパーソナリティ担当者を代表して進行役を務めた。
2016年より担当を始めている『あさぼらけ』は前枠が『オールナイトニッポン0 (ZERO)』であり、番組準備をしながら聴いていることもあって『あさぼらけ』の冒頭で番組の内容や出演者の動向について触れることも多い。入局する時間帯が『オールナイトニッポン（1部）』の時間帯で、かつ同一のスタジオを使用することから入れ替わりに時間に話したことを披露することもある。後述する新内眞衣を「しんうっちゃん」、WANIMAを「WANIMAのあんちゃんたち」と独特の言い回しで表現したり、星野源やナインティナイン、Creepy Nuts、佐久間宣行などとの交流を披露するうちに前後のやり取りのみならず、番組内でネタにされたり、リスナーの乗り入れ聴取などがはじまることとなる。また『伊藤健太郎のオールナイトニッポン0(ZERO)』のパーソナリティ伊藤健太郎やその番組のリスナーからは敬意をこめて「上様（うえさま）」と呼ばれ、『フワちゃんのオールナイトニッポン0 (ZERO)』のフワちゃんからは「（あさ）ぼらけニキ」と呼ばれるほか、番宣も一部担当している。
- 2020年3月1日深夜に予定されていた『WANIMAのオールナイトニッポン にちようび』が新型コロナウィルスの感染拡大とそれに伴う公演中止の煽りで急遽生放送が休止となり、代わって上柳担当の『サウンドコレクション〜WANIMA特集〜』が編成された。WANIMAとはANN0時代から交流もあり、かつ5時からの『あさぼらけ』が控えていたことから編成できたもの。
- 2022年4月20日（19日深夜）の『星野源のオールナイトニッポン』の特別企画「箱番組総選挙2022」にノミネート。7番組用意された中の一つである『ポメラニアンと上柳昌彦オールナイトニッポン』なる番組[28]なる番組をやることとなった。上柳によればかなりおとなしい性格でほとんど鳴くことがなかったことから新聞紙を敷き詰め、ガサガサ音をさせることで存在を示したうえで上柳がフォローして回る方式をとった[29][30]。星野源と山岸聖太を大爆笑させ、リスナーからも高評価を得たのだが、上柳によれば「いじめているようにならないように」気を遣ったという。その不安は的中、動物愛護の関係者に「深夜に犬を出演させているのは問題では」と連絡が入ったそうだが、たまたま『あさぼらけ』リスナーでもあった関係者が事前録音である旨を話し事なきを得たという[31]。

##### 中島みゆき
月曜2部の枠であったこともあり、月曜1部の『中島みゆきのオールナイトニッポン』にまつわるエピソードも数多い。
- 1984年6月、中島みゆきがコンサートツアー「明日を撃て!」千秋楽公演のため沖縄県沖縄市に行くことになり、コンサート前日深夜の6月4日にラジオ沖縄で収録したものを東京に持ち帰って東京から放送を行うことになった。これを聞きつけた上柳は、どうしても沖縄に行きたいばかりに「僕も連れて行って下さい。何でも手伝います」と必死に嘆願し、「同行取材」の名目で沖縄遠征メンバーに潜り込むことに成功、放送当日はアシスタントディレクターとして番組制作の手伝いをし、録音したテープを東京に持って帰ることになった。だが上柳は普段は全く無縁の仕事に四苦八苦し、テープ編集は不慣れな上に音出しのタイミングも悪く、スタッフの足を引っ張ってしまうことになった。上柳は後に「一緒に仕事をしていたラジオ沖縄の人は“なんだ、ニッポン放送っつっても大したこと無ぇなぁ”って思ってたんだろうなぁ」と述懐している。
- 1985年3月11日、中島が風邪をこじらせて急遽番組を休むことになった。上柳は担当ディレクターの入江太乃士と2人で代打パーソナリティを務めた。当初、入江はオープニング部分だけ出演して中島の病欠について説明する予定だったが、上柳の勧めでそのまま2時間、男二人で下ネタなども織り交ぜつつ通常のコーナーを取り仕切った。番組中、入江宛てにリスナーから「イリエ　オマエナンカ　キライダ」と書かれた電報が届けられ[注 4]、入江が落ち込む一幕があった。また、あるリスナーからのはがきをきっかけに「自分が子供が作れる身体になったことに気付いたのはいつ?」の話題に発展し、上柳は「もしかしてそれは、オナニーをした時かな?僕は夢精ってしないんですよ」とカミングアウト。これに入江も同意したことから、思わず「二人でもったいないことしてますねぇ」と揃って苦笑し合う一幕もあった。
- 上柳はそのまま引き続き2部も担当。緊張から解き放たれたこともあってか、3時の時報明けは、断末魔の笑いを含んだ「バカ野郎!俺がやってやったよこの野郎!!」と半ば自暴自棄な第一声からスタート。自身が前週ハワイへ取材に出かけたことに因んで、1曲目には舟木一夫の「夢のハワイで盆踊り」を選曲。そんな上柳宛てに届いたリスナーからの電報には「ウエチヤン　4ジカン　ゴクロウサマデス」と書かれていた。しかし、4時間の長丁場に心身ともに疲れ果てた上柳はエンディングで「来週はみゆきさんが来てくれないと本当に困ります!!2週続けて4時間なんてできましぇん!!」と、当時ハマっていた鶴太郎のものまねで絶叫を繰り返していた。3月18日の放送も中島が病欠したため1部のパーソナリティを構成作家の「ポチ」こと寺崎要と二人で務め、結局上柳は2週連続で1部・2部を通した長丁場を務め上げた。
- 1985年8月12日夕刻、日本航空123便墜落事故が発生。ニッポン放送は臨時の報道態勢をとった。当日深夜の『オールナイトニッポン』1部は録音によって放送される予定であったが、オープニングのトークは帰省ラッシュに関する話題であった。これを気にかけた中島が入江に電話を入れ、すぐに局内で検討を進めた結果、録音された内容での放送を取り止めることになった。代わって上柳がメインキャスターとしてマイクの前に座り、午前1時から番組枠はそのままで、内容を日航機事故及び関連ニュースに絞り生放送。担当記者と共に、刻々と伝えられる情報や各所からのリポートの取りまとめ、搭乗者名簿の読み上げなどを行った。さらにそのまま当時自身が担当していた月曜2部の時間帯まで、計4時間を務め上げた。
- また普段の放送時にも、隣のスタジオで1部を終えたばかりの中島が上柳のもとへ飛び入りし、二人で数分間フリートークを繰り広げることもあった。こうして中島と上柳は『オールナイトニッポン』月曜を通して縁を深め、後に上柳が担当する『サプライズ!』内の帯コーナー『中島みゆき ほのぼのしちゃうのね』が誕生することとなる。
- 早朝番組『あさぼらけ』を担当することになり、2018年9月まで月に一度生放送を行っていた『中島みゆきのオールナイトニッポン月イチ』（2013年4月放送開始）とも隣り合わせになることから、中島にドッキリを仕掛けられそうになったり、スタジオに呼び出されて天気原稿を読んだりするなどしていた。
- その『あさぼらけ』でも聴取率調査週間の特別企画に2度出演。2度目の時は「うえちゃんと雑談がしたい」という中島の希望で通常とは違う展開で放送した。

##### 新内眞衣
2016年春改編で水曜深夜（木曜未明）に『乃木坂46 新内眞衣のオールナイトニッポン0(ZERO)』がスタートし、同時期にスタートした『あさぼらけ』が後枠に編成されたことをきっかけとして、当時乃木坂46に所属し、ニッポン放送の関連会社であるミックスゾーンに勤務していた新内眞衣との交流が始まる。2017年9月に上柳がニッポン放送を定年退職しそのままミックスゾーンに移籍したが、既に新内が社員として勤務しており、上柳から見て新内は「年下の先輩」という間柄になってしまった。
新内眞衣ANN0では「マイタウン天気予報」というコーナーがあり、本来『あさぼらけ』で実施する天気予報を前もって放送した後、エンディングでは「上柳先輩、お先に失礼します。」と上柳を弄るコメントで番組を締めていた。なお上柳弄りに関して、新内眞衣ANN0を担当した放送作家の石川昭人は、新内のキャラクターを際立たせるために、石川が放送作家デビューの頃から敬愛・信頼している上柳を利用した演出を行ったと語っている。
その後、新内がミックスゾーンを退社しアイドル活動に専念したり、新内眞衣ANN0の一部昇格などもありつつ親交は続いたが、2021年11月17日深夜の『乃木坂46ANN』で新内が乃木坂46を卒業することを発表。その際、新内が感極まって番組が進行できなくなることを危惧したスタッフは、助っ人として上柳を待機させ、「呼び鈴」を鳴らすと上柳がスタジオ内に入って来る仕掛けを用意。ところが感極まった新内が早々に呼び鈴を鳴らし、自身の言葉で卒業を発表した後に上柳が新内に今の心境を尋ねる形式がとられた。
2022年1月19日には新内が自身の2nd写真集の発売を記念し、ニッポン放送の各ワイド番組に生出演した際にも『ラジオビバリー昼ズ』・『あさぼらけ』で上柳と共演。年齢が逆転した先輩後輩同士のトークを披露し、同時に新内から「新内眞衣公認・親戚のおじさん」の称号を得た。
そして新内のグループ活動最終日にあたる2022年2月10日、東京国際フォーラム・ホールＡで行われた『乃木坂46 新内眞衣卒業セレモニー』にゲスト出演。『乃木坂46ANN』での人気コーナー「妄想結婚式」の司会進行役を務め、新内の卒業に華を添えた。

#### その他の番組
2011年3月11日東北地方太平洋沖地震（東日本大震災）発生時に番組を担当しており、有楽町のスタジオで震度5強が観測される中、リスナーへ警戒を呼び掛けた。
『ラジオ・チャリティー・ミュージックソン』でリポーターを務めていた頃、仮眠を取るために泊まったホテルでディレクターとラジオカーのドライバーの3人で酒盛りをした後、床に就いた。ところが、酔いが回ったせいもあって揃って寝坊してしまい、2日目の朝、リポート担当の時間に間に合わなくなってしまった。結局2時間遅れで現場に到着したものの、周囲には「いやぁ〜判らなくって、ここ」と道に迷ったふりをしてやり過ごしたという。1997年『ごきげんよう・ゴールデンウィークトリオフェア』において懺悔告白した。後述のバツイチもこの番組で告白した。またこの件は2019年の『ミュージックソン』でも語られ、「今でも申し訳ないと思っている」と語った。
1982年10月に『くるくるダイヤル ザ・ゴリラ』の金曜日パーソナリティになったが、それから2か月もしないうちに番組が終了することを知らされる。ある日の『ザ・ゴリラ』の生放送中、ニッポン放送では録音番組の『日立ミュージック・イン』（22:00 - 22:30）が流れている最中にてるてるワイド生放送中の吉田照美から突然電話が入り「番組終わっちゃうんだって?」の問いかけに正直に「はい、そうなんです」と答えたが、この声がてるてるワイドの生放送に流れるという仕掛けに引っ掛かってしまった。その後ディレクターに「まだ公表してないのに何を正直に答えてるんだ!」と怒られたという。
『玉置宏の笑顔でこんにちは』で中継リポーターを担当していた若手時代、ラジオカーで寝過ごしてしまいリポートコーナーに穴を開けたことがある。
1986年『HITACHI FAN! FUN! TODAY』にRUN D.M.C.がゲスト出演した際、彼らは収録予定時刻を大幅にオーバーしてニッポン放送入り。収録では上柳と共にパーソナリティを務めていた久保田利伸、羽田一郎の3人はメンバーとラップセッションを行うことになっていたが、大遅刻でさんざん待たされた上、話す英語はブロークン・イングリッシュであるため通訳もままならないほどだった。業を煮やして立腹した3人は悪乗りして、怒気を込めつつ彼らへの愚痴やボヤキをラップに乗せたところ（無論日本語で）、日本語を理解できないメンバーからは「君たちはなかなかノリがいい」と、逆にいたく気に入られた。久保田の初ライブで、上柳はスタッフと組んだバンドで前座を務めたが、曲を演奏する際「1・2・3・4・5」と、間違って「5」までカウントした。
『ぽっぷん王国』では各曜日にコーナーが設けられており、水曜日は一般楽曲をシャウトしながら熱唱する、お遊びコーナー「ヘヴィメタ歌謡選手権」が人気であり、リスナーのフリをしてエントリーしたデーモン小暮がザ・ドリフターズの「いい湯だな」を熱唱したこともあった（歌う前には正体を明かした）。当時、水曜日深夜は『大槻ケンヂのオールナイトニッポン』（1部）、『伊集院光のオールナイトニッポン』（2部）が編成されていたこともあり、深夜とは思えないほどの盛り上がる番組のラインナップが話題となり“バカばっかりの水曜日隊”と好意的に評されたこともある。
2006年10月3日から2007年3月27日の間、『サプライズ!』火曜日で「うなぎまさこ先生の乙女の診療所」が約20年ぶりに復活した。うなぎは主婦リスナーの下ネタ絡みの相談に乗り、卑猥な文言が出ると「ワァ〜オ♪」などと嬌声を上げていた。2007年2月19日に、官能的な作風で知られる作家の渡辺淳一と“夢の共演”を果たしたが、終始「ワァ〜オ♪」と嬌声を上げまくるうなぎに、渡辺はただただ苦笑するばかりであった。このうなぎまさこは、あくまでも上柳本人とは別人の設定になっていた。
2007年9月28日『サプライズ!』最終回で10月からの自身の番組名を発表した際、『お早うGoodDay!』ではなく、何故か『早起きGoodDay!』（『お早う』の前に小倉淳が担当した番組）と言い間違えてしまった。さらに、言い直しの際には『上柳昌彦のばっちりモーニングワイド・ゴーゴーゴー』とわざとボケて、パートナーだった榊原郁恵の笑いを誘った。
上柳が『お早うGoodDay!』を任されたのは50歳になった直後のことだった。上柳は社からの“朝のニュース・情報番組のパーソナリティ”のオファーに対して当初「何を考えているんですか」と拒絶しようとしたものの、結局受諾。その時の心境について「五十路の扉を開けた途端に運命が凄い大きな音を立てて変わっていっている感じがした」と話している。また番組草創期は試行錯誤が続き「僕は要領が悪いし学力も無い。でも、どうしても頭が良さそうに見せたいところがあるし、過去の著名なキャスターの方が乗り移ったような感覚もあった。だから最初は著名なコメンテーターの方と話す時にも、バカがばれないように無理して“ニュースキャスターでござい”っていうツラをしちゃっていた」と、その苦悩ぶりを振り返っている。だが開始1か月後、鶴瓶の落語会（前述）に出演したのをきっかけに発想を転換し「知らないことは（素直に）知らないと言っても決して恥じゃないし、任せるところは任せて懐に飛び込んでいくのもひとつの方法」と捉えたことで、これを境に力まず番組に臨めるようになったと話している。
『お早うGoodDay!』放送中、部下で老け顔キャラが定着している飯田浩司を引き合いに出し「飯田アナが生まれた年に、僕はニッポン放送に入社したんです」と言うべきところを、間違って「飯田アナが入社した年に、僕はニッポン放送に入社したんです」と言ってしまった。もちろん即座に訂正したものの、その直後の『垣花正 あなたとハッピー!』ではパーソナリティの垣花正がそれをネタにして「そうじゃないかと思っていた」などと飯田をいじり、また当時中継コーナー担当の飯田本人も「同期ってことはないでしょう」と困惑していた。その飯田とは2018年4月から『あさぼらけ』と『飯田浩司のOK! Cozy up!』で隣り合わせとなっている。

### 他局番組への出演
テレビ番組でニッポン放送からの中継がある際に映り込んでいることがある。フジテレビで『ラジオチャリティ・ミュージックソン』の告知を行う時にメインパーソナリティの横に映っているのが顕著であるが、他系列局では1986年9月15日放送の日本テレビ『歌のトップテン』での例がある。この日出演予定の斉藤由貴はニッポン放送で『斉藤由貴 ネコの手も借りたい』の収録を行っていたため中継での出演となったが、当時同番組のディレクターとナレーションを務めていた上柳の姿が、副調整室の硝子越しに映り込んだ。この模様は2010年7月5日、CS放送の日テレプラスにおいてもそのまま再放送された。
1988年12月21日に『笑っていいとも!』の「テレフォンショッキング」に出演した。紹介者の小室哲哉（TM NETWORKとして出演）の最初の結婚式の際、司会を上柳が務めたつながり。タモリとは後に『タモリの週刊ダイナマイク』で共演することになる。
1989年3月31日深夜（正確な日付上は4月1日）には、当時上柳が担当していた『FAN! FUN! TODAY』『ぽっぷん王国』の裏番組であるTBSラジオ『SURF&SNOW』にゲスト出演を果たしている。これはこの日がエイプリルフールに当たることに加え、『SURF&SNOW』が月 - 金の帯番組なのに対し『FAN! FUN! TODAY』『ぽっぷん王国』は月 - 木の帯番組（ニッポン放送のみ）であったため、金曜日のこの日は上柳のスケジュールが空いていた偶然も重なって実現した出来事。また、このことが『伊集院光 日曜日の秘密基地』（TBSラジオ）内のコーナー「秘密キッチの穴」で取り上げられ、17年後の2006年5月14日に放送されたその解決編では上柳がゲストとして再びTBSラジオに生出演した。このような民放共同キャンペーン以外でのアナウンサーの他局出演は最近ではかなり珍しい。この時、上柳は大沢悠里（当時上柳が担当していた『サプライズ』の裏番組が『大沢悠里のゆうゆうワイド』だった）が毎日座っている椅子を教えられると椅子を押し倒した。
2006年7月24日の文化放送社屋移転の際に放送された特別番組の際、同局アナウンサーの野村邦丸とリスナーによる「引越ご挨拶中継」に、ニッポン放送玄関前から出演。上柳は野村とリスナーを歓迎、野村からは文化放送旧社屋のあった四谷名物の鯛焼きがプレゼントされた。
上柳が『お早うGoodDay!』を担当し始めた2007年から2009年、毎年12月から1月にかけての年末年始には、ニッポン放送と文化放送が共同で実施している「ストップ! 飲酒運転キャンペーン」で、吉田照美と共にイメージキャラクターを務めている（現在、文化放送側は福井謙二にバトンタッチしている）。キャンペーン初日には『お早うGoodDay!』と『吉田照美 ソコダイジナトコ』の相互乗入れ放送を実施。また期間中、両局のスポット枠では2人が「安全運転で今日もGoodDay!」「ソコダイジナトコ!」などと語る啓発メッセージも放送されていた。同キャンペーンのキャラクターは2010年から、ニッポン放送側は垣花正、文化放送側は野村邦丸に交代している。
- 2007年度：2007年12月17日 - 2008年1月18日
- 2008年度：2008年12月15日 - 2009年1月18日
- 2009年度：2009年12月7日 - 2010年1月17日
- 2013年度：2013年11月28日 - 2014年1月12日
- 2014年度：2014年11月24日 - 2015年1月15日

2014年度は、『今夜もオトパラ!』でコンビを組む松本秀夫アナとのダブル担当となった。
2008年3月21日、NHKラジオ第1放送で放送された『いまこそ!ラジオルネサンス』の14時台「ラジオのちから・かのうせい」では、NHKと在京中波民放3局の朝番組のアンカーマン・パーソナリティが共演した。NHKからは『ラジオビタミン』の村上信夫、TBSラジオからは『おはよう一直線』の生島ヒロシ、文化放送からは『くにまるワイド ごぜんさま〜』の野村邦丸、そしてニッポン放送からは『お早うGoodDay!』の上柳が参加。4人は東京駅構内の特設スタジオで、ラジオの長所や特性、今後の可能性などについてトークバトルを繰り広げた。この中で上柳はラジオで話し続ける理由について「僕は基本的に、モテたいから喋っているんじゃないかと思っている。ルックスには自信がないし、勉強もスポーツもそう得意ではないし、他に何か取り得があるわけではない。だから喋り続けるしかないんです」と語った。
2012年10月7日、MBSラジオが関西ローカルで放送した『おとなの駄菓子屋』で、在阪局制作の番組へ初めて出演。「店主」（パーソナリティ）の角淳一（毎日放送出身のフリーアナウンサー）がプライベートで所有している音楽スタジオを宇崎竜童がアルバムのレコーディングで使用していたことが縁で、『ごごばん!』向けの宇崎へのインタビュー企画とともに収録した。角と上柳は同じ大阪府の出身で、この収録で初めて対面した。
2014年3月30日、MBSラジオ『おとなの駄菓子屋』に再び出演。4日前に角が自著の宣伝も兼ねて『ごごばん!』にゲスト出演しており、放送終了後のスタジオを借用して収録された。
ニッポン放送を定年退職し、フリーとなった後も事実上ニッポン放送専属状態ではあるが『（大人の）社会科見学』の名目でニッポン放送以外の様々な放送局に出演したり、司会を務めている。
- 2018年11月2日、TBSラジオ『有馬隼人とらじおと山瀬まみと』に出演。
- 2018年12月3日、NHKラジオ第1放送『ごごラジ!』にゲスト出演。同局の出演は前述の2008年『いまこそ!ラジオルネサンス』以来、約10年半ぶり。パーソナリティーを務める神門光太朗（NHKラジオセンターアナウンサー）は『花の係長 ヨッ!お疲れさん』の頃からの上柳ファンで、ニッポン放送でアルバイトをしていたことがある。2016年には『ラジオマニア』（三才ブックス）で対談を行なった。
- 2019年1月30日、文化放送『くにまるジャパン 極』にゲスト出演[38]。
- 2019年2月11日、NHK-FM放送『今日は一日○○三昧』・第214回『今日は一日"松本隆ソング"三昧』の司会を中條誠子と担当。
- 2019年4月13日、TBSラジオ『大沢悠里のゆうゆうワイド土曜日版』にゲスト出演[39]。
- 2019年6月29日、TBSラジオ『久米宏 ラジオなんですけど』にゲスト出演。久米宏が『ニッポン放送 久米宏と1日まるごと有楽町放送局』（2004年9月20日放送）に出演した際、ニッポン放送から久米に送られた番組音源の特製CD12枚組を久米から譲り受けた[40][41]。
- 2019年7月26日、休暇で小学生時代に居住歴がある石川県金沢市を訪れた際に兼営局の北陸放送へ立ち寄り、『あなたの時間 イブニング・レディオ』に飛び入り出演した[42][43]。
- 2019年8月14日、NHK-FM放送『今日は一日○○三昧』・第228回『今日は一日"YMO"三昧』の司会を藤井まどかと担当。

## 出演番組

### 現在

#### ラジオ
- 上柳昌彦 あさぼらけ（2016年3月28日 - ） - パーソナリティ
- 笑福亭鶴瓶 日曜日のそれ（2015年8月 - ） - パートナー
- 緊急地震速報の自動音声（2007年 - ） - 緊急地震速報の導入時に録音したものが、2020年7月現在も使用されている[44]
- 伊集院光のタネ（2023年10月 - ） - パートナー ※不定期

### 過去

#### ラジオ
ニッポン放送
- 所ジョージの足かけ二日大進撃（1981年 - 1983年） - 番組内の産経新聞ニュース担当などで毎週レギュラー出演
- 上柳昌彦のくるくるダイヤル ザ・ゴリラ（1982年10月 - 1983年3月） - 金曜2代目パーソナリティ
- 上柳昌彦のオールナイトニッポン（1983年4月 - 1986年3月） - 月曜2部担当[1]
- 石川秀美 みんとくらぶ（1984年10月 - 1985年4月） - レギュラー
- 井森美幸 夢色飛行船 - アシスタント
- 玉置宏の笑顔でこんにちは - 中継リポーターを担当
- 上柳昌彦のモアモア歌謡センター（1986年4月 - 1987年3月）
- ヤングパラダイス（1982年 - 1983年、月 - 木） - 初代パーソナリティーの高原兄担当時代。"ジャンケンマン"として出演
- HITACHI FAN! FUN! TODAY（1986年4月 - 1990年3月）
- ぽっぷん王国（1986年11月 - 1990年3月）[1]
- 芳賀ゆいのオールナイトニッポン（1990年2月16日） - ナレーション[45]
- 上柳昌彦のベストヒットサンデー（1990年10月 - 1992年3月）
- これがニッポン放送のステレオだ! ステレオオープニングスペシャル（1992年3月15日）
- 伊集院光のOh!デカナイト（1993年） - 「STREAKING HERO 全裸マン」コーナー最終回ナレーション。1993年6月発売のCDにおいてもナレーションで参加
- ヨッ!お疲れさんシリーズ ※ナイターオフシーズンの10月から翌3月までの半年間放送
  - 上柳昌彦の花の係長 ヨッ!お疲れさん（1994年・1995年）
  - うえちゃんのホッとラジオ ヨッ!お疲れさん[注 9]（1996年）
  - うえちゃんのおっかけラジオ ヨッ!お疲れさん（1997年）
- うえちゃんの花の土曜日おっかけラジオ（1997年5月31日 - 1998年3月28日）
- テリーとうえちゃんのってけラジオ（1998年3月30日 - 2002年9月27日）
- タモリの週刊ダイナマイク（1990年7月 - 1998年9月） - アシスタント
- ラジオ・チャリティー・ミュージックソン（1995年・2004年・2006年・2014年・2023年） - アシスタント
- ラジオ・チャリティー・ミュージックソン テリーとうえちゃんのってけクリスマス（1998年）
- うえやなぎまさひこのブロードバンド!ニッポン（2001年10月 - 2003年3月） - 水曜日17時台担当
- 高田文夫のラジオビバリー昼ズ
  - 2006年4月 - 6月、木曜バーソナリティ ※高田文夫休養中によるピンチヒッター
  - 2022年1月19日、水曜パーソナリティ ※春風亭昇太体調不良に伴う欠席時のピンチヒッター
- うえちゃんの涙の電話リクエスト→うえちゃん・山瀬の涙の電話リクエスト（1998年4月 - 2002年9月／2004年4月 - 2006年3月）
- 中島みゆきのオールナイトニッポン復活スペシャル（2006年12月15日） - アシスタント※中島いわく総合司会者
- うえやなぎまさひこのサプライズ!（2002年9月30日 - 2007年9月28日）※2006年4月2日 - 2007年9月28日の金曜日は「サプライズ!フライデースペシャル」として放送
  - TOYOTA DRIVING TALK（全国ネット）
  - ラジオ災害情報交差点（年3回放送。関東のラジオ局7局で同時生放送）
- 三宅裕司のサンデーハッピーパラダイス（2007年10月 - 2011年4月） - コーナータイトル（録音）
- 上柳昌彦のお早うGoodDay!（2007年10月1日 - 2010年6月25日）
  - GoodDay!ニュースネットワーク（2007年10月1日 - 2010年6月25日）
- アミューズメントワールド（2007年10月6日 - 2008年9月27日）※ニッポン放送を除く各局ネット
- 上柳昌彦 土曜日のうなぎ（2008年10月4日 - 2009年3月28日）
- 幕末三姉妹（ナレーション）
- ザ・ボイス そこまで言うか! - 金曜日ラジオリビング担当
- Discovery Fright - ナレーション
- 松本ひでお 情報発見 ココだけ - ラジオリビング担当
- 〜今日も一日〜 Good Job ニッポン - ラジオリビング担当
- ナイタースペシャル
  - 日本縦断12球団駆け巡り!我がチームのここだけベスト1ニュースグランプリ（2014年6月5日）※NRN系列全国ネット
  - ニッポン放送パーソナリティが出題!上柳昌彦と松本秀夫 リクエストバトル（2014年6月10日）※関東ローカル
- ニッポン放送開局60周年記念 ラジオで聴いた「忘れられぬミュージック」（2014年7月15日）
  - ニッポン放送開局60周年記念 電話リクエスト！あなたがラジオで聴いた忘れられぬミュージック（2014年8月25日）※上記番組の特別番組
- 上柳昌彦と東島衣里のオールナイトニッポン0 ミュージックソンSP（2014年12月25日）
- ごめんね、そしてありがとう 音楽にのせて送る2014年のメッセージ（2014年12月31日）
- 有楽町情報ライブラリー（2014年） - 日曜日担当※ニッポン放送ショウアップナイターが放送されない日のレインコート・プログラム
- 上柳昌彦 ごごばん!（2010年6月28日 - 2015年3月27日）
  - 2014年3月28日までは月 - 金曜日、同年4月4日以降は「上柳昌彦・山瀬まみ ごごばん!フライデースペシャル」のみ放送
- 今夜もオトパラ!（2014年度・2015年度） - ナイターオフ月曜日 - 木曜日
- 金曜ブラボー。（2015年4月3日 - 2018年9月21日）
- DAYS（2019年10月30日）※東島衣里アナウンサーの夏季休暇に伴う代打パートナーとして出演
- 草野満代 夕暮れWONDER4（2020年1月13日・5月25日）※いずれも松本秀夫欠席時の代打パートナーとして出演
- ショウアップナイタープレイボール - 金曜日ラジオリビング担当
- ニッポン放送ショウアップナイター - 土・日曜日スタジオ担当
- 選挙特別番組（国政選挙投票日当日の司会）
- スマイル・テーブル - プロ野球シーズンの日曜日20:00 - 21:00 ※不定期放送
- 栗田貫一の栗カントリー倶楽部 - ナレーション
- オールナイトニッポンGOLD『「宇宙戦艦ヤマトという時代」スペシャル』（2021年1月15日）[46]
- オールナイトニッポンPremium〜高橋幸宏さんを偲んで（2023年2月15日）
- オールナイトニッポン55周年記念 オールナイトニッポン55時間スペシャル（2023年2月17日 - 19日）
  - もうすぐオールナイトニッポン55時間スペシャル（2023年2月17日）
  - 山下達郎と上柳昌彦のオールナイトニッポン（2023年2月18日）
- うどうのらじお（2024年6月14日） - ゲスト[47]
- 黒木瞳のあさナビ（2025年4月21日 - 25日）

TBSラジオ
- 久米宏 ラジオなんですけど（2019年6月29日） - ゲスト[48]

NHK-FM
- 今日は一日○○三昧
  - 第214回「今日は一日"松本隆ソング"三昧」（2019年2月11日） - 番組進行[49]
  - 第228回「今日は一日"YMO"三昧」（2019年8月14日） - 番組進行[50][51]

ABCラジオ
- ウラのウラまで浦川です（2024年6月11日） - ゲスト（電話にて出演）[52]

### テレビ
- 夕やけニャンニャン（1986年4月 - 9月、フジテレビ） - 水曜日司会
- ラジオびんびん物語（1987年、フジテレビ）
- 録影館（1987年、フジテレビ） - 司会。中井美穂と共演 ※新人アナであった中井にとって初のレギュラー番組
- ライオンのごきげんよう（1997年、フジテレビ） ※トリオフェアでニッポン放送のパーソナリティ繋がりで高田文夫・笑福亭鶴光と共に登場
- 北の国から2002遺言（2002年、フジテレビ） - ラジオの音声
- 熱響の時 オールナイトニッポン50年の系譜（2017年11月12日、BSフジ） - フリーアナウンサーに転身していたが、「ニッポン放送パーソナリティ」の肩書で出演
- ナオキとレオンの熱唱野球部（2022年11月 - 、チャンネル銀河） - ナレーション

## その他

### 映画
- ぼくらの七日間戦争（1988年） - ラジオの音声（FAN! FUN! TODAYパーソナリティ）
- 稲村ジェーン（1990年） - ラーメン屋のおやじ 役
- サラリーマン専科（1995年） - 居酒屋のおやじ 役

サラリーマン専科 単身赴任（1996年）
- ミュージックソン THE MOVIE 〜オードリーの爆笑24時間宣言〜（2012年） - ナレーション

### 音声ガイド
- 国立科学博物館 音声ガイド・かはくナビ - 上野本館の展示物紹介。博物館の研究員遠藤秀紀との対話形式。
- 円覚寺ボイスガイド - ナレーション 神奈川県鎌倉市の寺院 円覚寺の音声案内サービス
- 宮崎県立西都原考古博物館 音声ガイド - ナレーション 宮崎県西都市にある西都原古墳群を紹介する博物館の音声案内サービス
- 羽田空港第3ターミナル「PLANETARIUM Starry Cafe」プラネタリウム番組“ナイトフライト”（ - 2024年5月24日） - ナレーション

など

### オーディオブック
- 天地明察（2015年） - ナレーション担当

### CM
- 東京都茶協同組合
- 健康コーポレーション
- セガサミー
- エスプリライン
- ガリバーインターナショナル
- 雪印メグミルク
- 森永製菓
- BAN-Zi
- さくらフォレスト
- 東京トヨペット
- こっこ
- 古美術永澤（テレビCM）

### 配信
- 上柳昌彦と坂本梨紗のおしゃべりぞーん（2024年4月12日 - 、YouTube） - 坂本梨紗と共演

### CD
- 『全裸マンのテーマ』伊集院光 ※丸裸三郎と全裸マンブラザーズバンド名義（1993年6月2日、ソニー・ミュージックレコーズ） - 曲間ナレーション

## 著書
- 定年ラジオ（2018年8月27日、三才ブックス ISBN 978-4866730684）
- 居場所は“心（ここ）”にある（2023年11月30日、扶桑社 ISBN 978-4594096328）※上柳昌彦と仲間たち名義

## 受賞
- ギャラクシー賞
  - 第41回ギャラクシー賞 ラジオ部門DJパーソナリティ賞（2003年、「うえやなぎまさひこのサプライズ！」） - 放送批評懇談会
  - 第46回ギャラクシー賞 ラジオ部門最優秀賞（2009年、「上柳昌彦 土曜日のうなぎ（2008年12月6日放送）」） - 放送批評懇談会
- 日本民間放送連盟賞
  - 第51回日本民間放送連盟賞 番組部門ラジオ生ワイド 優秀賞（2003年、「うえやなぎまさひこのサプライズ!」） - 日本民間放送連盟
  - 第55回日本民間放送連盟賞 番組部門ラジオ教養番組 優秀賞（2007年、｢ラジオハートフルストーリー 車いすのパティシエ」〈「うえやなぎまさひこのサプライズ!」内のコーナー〉） - 日本民間放送連盟
  - 第57回日本民間放送連盟賞 番組部門ラジオ報道番組 （2009年、「ニッポン放送報道スペシャル 時効という名の壁〜未解決事件遺族の願い」） - 日本民間放送連盟
- その他
  - 第48回消費者のためになった広告コンクール 銀賞（2008年、「文化放送・ニッポン放送共同企画　ストップ!飲酒運転キャンペーン（2007年度）」） - 日本アドバタイザーズ協会
  - 第26回国際パフォーマンス学会 ベストパフォーマー賞（2008年） - パフォーマンス教育協会
  - 放送人グランプリ2024 優秀賞（2024年、「関東大震災から100年…112歳の証言と未来への提言（2023年12月31日放送）」） - 放送人グランプリ[53][54]